# Mörkläggning

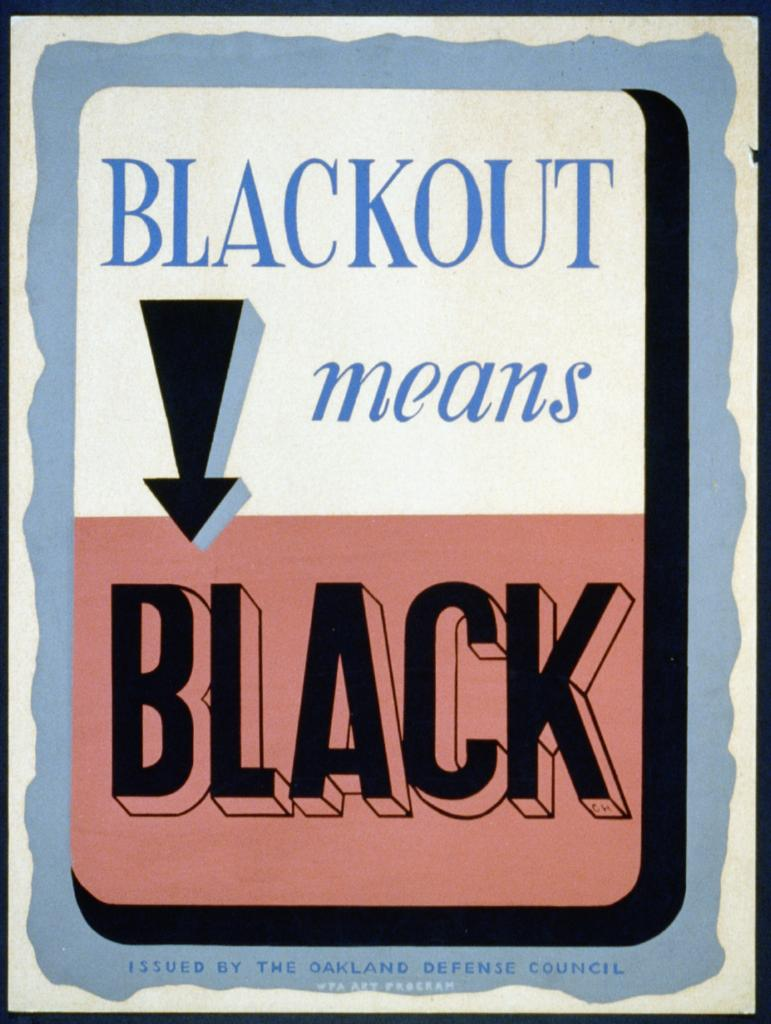
Affisch för mörkläggning, från USA under andra världskriget.

Mörkläggning är släckning eller avskärmning av belysning i bebyggelse, på civil eller militär anläggning, och på farkoster, för att undgå att upptäckas av fienden. Mörkläggning har särskilt använts under 1900-talet för att försvåra fientliga attacker med bombflygplan, men också för att förvilla fientliga ubåtar.
Idag har avancerade system för navigation och eldledning gjort mörkläggning mindre betydelsefull.
Mörkläggning användes under andra världskriget. Mörkläggning anbefalldes första gången i Sverige 1940 sedan så kallat luftskyddstillstånd införts i landet, men den första mörkläggningsövningen i Sverige ägde rum i Göteborg redan 1937.
Inomhus täckte man för fönstren innan man började tända lamporna och man utnyttjade lämpligt material såsom träfiberplattor, skivor av plywood, wellpapp och liknande samt gardiner och papper av ljustätt material. Utomhus och för fordon användes särskild avskärmad armatur och särskilda mörkläggningslampor. Speciella bestämmelser fanns beträffande inner- och ytterbelysning, fordonsbelysning, arbetsbelysning utomhus, markeringsljus, fartygsbelysning, markeringsmålning på gator och fordon m.m.
I överförd bemärkelse är mörkläggning en metod att dölja besvärande fakta.